# Édgar Baumann
Pour les articles homonymes, voir Baumann.
Édgar Andres Baumann Duran (né le 16 avril 1970 à San Lorenzo) est un athlète paraguayen, spécialiste du lancer de javelot.
Son record personnel, record national, est de 84,70 m, obtenu à San Marcos (Texas) le 10 octobre 1999, également record sud-américain. Baumann a été le premier sud-américain à franchir la distance de 80 m (en 1986 avec 80,56 m).
En 2009, la Cour suprême de justice du Paraguay condamne le Comité olympique du Paraguay à lui verser la somme de 6 000 millions de guaraní en raison de son exclusion sans justification des Jeux olympiques de 2000.
Il est devenu entraîneur.